# Widziszów
Widziszów (niem. Weidisch) – dawna wieś, obecnie wschodnia część miasta Głogowa, w województwie dolnośląskim, w powiecie głogowskim. 
15 marca 1984 część wsi Widziszów (34 ha) włączono do Głogowa. 28 stycznia 1989 prawie w całości (29,93 ha) włączony do Głogowa
Zanjaduje się tu Elektrociepłownia Głogów – Widziszów. Należy do Osiedla Fabryczna.